# Нотр, Жан-Батист
Жан-Батист Нотр (фр. Jean-Baptiste Nôtre, 4 сентября 1732 — 12 февраля 1807) — французский органист и композитор.

## Биография
Отец Нотра, Якоб Ноттер (нем. Jacob Notter) происходил из швейцарского города Мельс, поселился и женился в Туле в 1721, галлизировал своё имя как Жак Нотр (фр. Jacques Nôtre).
В детстве Жан-Батист был певчим в соборе. Уроки органа получил у органистов Нуареля и Мартле. В 1754 году получил от каноников стипендию для поездки в Париж, где брал уроки у Гийома Антуана Кальвьера, органиста Шапель Рояль и Нотр-Дам. По возвращении в Туль получил место органиста в соборе, который располагал прекрасным органом, построенным между 1751 и 1755 Николя Дюпоном.
Нотр был активно задействован для инспекции органов цистерцианского аббатства в Нотр-Дам в Бопре (1775), аббатства Свв. Петра и Павла в Нёвийе-ле-Савернь (1778), аббатстве Сан-Венсан в Меце (1779) и в Благовещенском соборе, Нанси (1787, 1789).
В 1757 женился в Нанси на дочери трактирщика Франсуазе Манже. В браке родилось пять детей. Его дочь Маргарита Нотр (1759—1837) стала органисткой прихода церкви Св. Иакова в Люневиле.

## Творчество
Органная книга (фр. Livre d'orgue) Нотра хранится в муниципальной библиотеке города Шалон-ан-Шампань.
Состав:
Premier ton : Plein jeu. Fugue grave. Duo. Trio. Basse de trompette. Récit. Duo. Grand jeu. Grand jeu.
Deuxième ton : Plein jeu. Fugue grave. Duo. Trio. Cornet. Basse de trompette. Grand jeu. Récit de cromorne. Grand jeu.
Troisième ton : Plein jeu. Fugue grave. Duo. Trio. Récit. Cornet. Trio. Grand jeu. Grand jeu.
Quatrième ton : Plein jeu. Fugue grave. Duo. Trio. Récit. Cornet. Duo. Grand jeu. Grand jeu.
Cinquième ton : Plein jeu. Fugue grave. Duo. Récit. Clairinette. Basse de trompette. Trio. Grand jeu. Grand jeu.
Sixième ton : Plein jeu. Fugue grave. Duo. Clairinette. Duo. Trio. Basse de trompette. Grand jeu. Grand jeu.
Septième ton : Plein jeu. Fugue grave. Duo. Récit. Trompette. Trio. Basse de trompette. Grand jeu. Grand jeu.
Huitième ton : Plein jeu. Fugue grave. Duo. Trio. Clairinette. Cornet. Récit. Grand jeu. Grand jeu.
Все пьесы написаны во французской традиции и отражают вкусы второй половины XVIII века. Чувствуется влияние немецкой фортепианной музыки: все пьесы написаны только для мануалов, без педали и могут быть исполнены на фортепиано.

## Записи
- Jean-Baptiste Nôtre, Le Livre d’Orgue, Паскаль Виньерон[фр.] на больших органах Тульского собора и историческом органе Домжермена — ref. QM 7064 — 2012.

## Публикация произведений
- Jean-Baptiste Nôtre, Livre d’orgue…, éd. par Jean-Luc Gester, intr. par Jean-Luc Gester et Damien Vaisse, Hombourg-Haut : Institut Théodore Gouvy, 2003, 66 p.

## Публикации
- Gustave Clanché, La musique, le chœur, le bas-chœur de la cathédrale de Toul (documents historiques), Toul, 1936.
- Olivier Douchain, " Les organistes laïques du diocèse de Toul aux |XVIIe — XVIIIe ", Recherches sur la musique française classique, t. 20, 1981, p. 77-181, t. 21, 1983, p. 43-117 et t. 22, 1984, p. 164‑218.
- Jean-Luc Gester et Damien Vaisse, " Jean-Baptiste Nôtre, organiste de Toul, et son Livre d’orgue ", Études touloises, n° 109, 2004, p. 29-39 ; article republié avec quelques compléments dans La Tribune de l’orgue. Revue suisse romande, t. 57/1, 2005, p. 10-23.